# La Fusée (film)
Pour les articles homonymes, voir Fusée.
Pour plus de détails, voir Fiche technique et Distribution.
La Fusée est un film français réalisé par Jacques Natanson, sorti en 1933.

## Synopsis
Étienne Girbal est un fabricant de conserves dont les affaires marchent, mais sa femme et ses enfants s'éloignent de lui. Il perd son épouse, puis se retrouve ruiné par la crise économique. Il s'embarque alors sur le bateau de pêche qu'a acheté son fils ; la « fusée » a bouclé son trajet.

## Fiche technique
- Titre : La Fusée
- Titre de travail :  Grandeur et décadence
- Réalisation : Jacques Natanson, assisté de Jacques Tourneur
- Scénario et dialogues : Henry d'Erlanger[1], Ninon Steinhoff[2] et Aimé Simon-Girard
- Image : Georges Raulet et Lucien Joulin
- Décors : Marc Lauer
- Costumes : Georges Wakhevitch, robes de la maison Jane
- Son : Carl S. Livermann
- Musique : Henri Forterre[3] ; lyrics, Léo Lelièvre
- Montage : Jacques Tourneur et Claude Iberia
- Société de production : Via films
- Pays d'origine : France
- Format : Noir et blanc - 35 mm - 1,37:1
- Genre : drame
- Durée : 90 minutes
- Date de sortie : mai 1933

## Distribution
- Firmin Gémier : Étienne Girbal
- Marcelle Géniat : Marie Girbal
- Alfred Pasquali : Baltan
- Edith Méra : la princesse
- Lucien Gallas : André Girbal
- Janine Crispin : Yvonne
- Simone Lencret : Suzanne
- Micheline Bernard : Éliane
- Régine Dancourt : la chanteuse
- William Aguet : Walther
- Louis Gauthier : le ministre
- Madeleine Suffel : Loulou
- Hubert Daix : Pétrovitch
- André Varennes : Despréaux
- Léon Arvel : un actionnaire
- René Génin : l'huissier
- Titys : un consommateur
- Tsugundo Maki : un délégué
- Albert Broquin
- Viviane Clarens
- Aimée Provence
- Pierre Ribori
- Marc Ziboulsky

## Autour du film
- La Fusée est le dernier film auquel a participé l'acteur et metteur en scène Firmin Gémier[4].